# Пимен (Илиевский)
Пимен (макед. Пимен, в миру Сотир Илиевский, макед. Сотир Илиевски; род. 3 октября 1971, Ресен, Македония) — епископ Македонской православной церкви, митрополит Европейский.

## Биография
Родился 3 октября 1971 года в Ресене в македонской православной семье.
В 1994 году поступил на богословский факультет Скопского университета.
В мае 1997 года, окончив три курса богословского факультета, принят в братию Водичского монастыря в Струмице, где в том же году был пострижен в монашество с именем Пимен, рукоположён в иеродиакона и иеромонаха митрополитом Струмичским Наумом (Илиевским).
В начале 1998 года назначен настоятелем монастыря Пятнадцати Тивериопольских мучеников в Струмице, и со второй половины того же года, назначен  настоятелем монастыря святого Леонития в Водоче.
В январе 1999 года был возведён в сан игумена, и к сентябрю того же года он исполнял обязанности архиерейского наместника Струмичской епархии. В 2003 года назначен секретарём Струмичской епархии.
В феврале 2004 года с братией переехал в монастырь в честь святых Климента и Наума в селе Хамзали-Струмица, настоятелем которого он был назначен.
В марте 2004 года заканчивает обучение на Богословском факультете Университета имени Святого Климента Охридского в Скопье, и в том же году на вход Господень в Иерусалим был возведён в сан архимандрита.
В сентябре того же года по решению Священный Синод Македонской православной церкви направился в Париж, где поступил в аспирантуру Свято-Сергиевского богословского института. Одновременно служил приходским священником в двух приходах Македонской Православной Церкви: святого Климента Охридского в Париже и святого Илии в Брюсселе.
14 апреля 2005 года решением Священного Синода Македонской Православной Церкви был избран епископом.
1 октября 2005 года в новообновлённом храме Святого Пантелеимона и святого Климента Охридского в Плаошнике был наречён во епископа Полянского, викария Струмичской епархии.
На следующий день в кафедральной церкви Охридской Архиепископии Святой Софии в Охриде был хиротонисан во епископа Полянского. Хиротонию возглавил архиепископ Стефан (Веляновский) в сослужении всех членов Архиерейского Синода Македонской православной церкви.
6 апреля 2006 года назначен администратором Македонской православной епархии в Европе, со всеми правами и обязанностями правящего архиерея. 22 июня того же года решением Синода Македонской православной церкви назначил его митрополитом Европейским. Его резиденция расположена в шведском городе Мальмё.
11 ноября 2006 года в кафедральном соборе святого Наума в Мальмё состояла его интронизация, которую совершил предстоятель Македонской православной церкви Стефан (Веляновский) в сослужении с предшественником митрополита Пимена на Европейской кафедре митрополитом Гораздом и духовенством МПЦ. Кроме православных верующих на интронизации присутствовали представители Церкви Швеции и шведского правительства, Посол Республики Македония в Швеции, Консул Республики Македония в Берлине, представители Римско-католической церкви.